# Ґажевко
Ґажевко (пол. Garzewko, нім. Neu Garschen) — село в Польщі, у гміні Йонково Ольштинського повіту Вармінсько-Мазурського воєводства.
Населення — 110 осіб (2011).
У 1975-1998 роках село належало до Ольштинського воєводства.

## Демографія
Демографічна структура станом на 31 березня 2011 року:
|          | Загалом | Допрацездатний вік | Працездатний вік | Постпрацездатний вік |
| -------- | ------- | ------------------ | ---------------- | -------------------- |
| Чоловіки | 64      | 27                 | 30               | 7                    |
| Жінки    | 46      | 10                 | 29               | 7                    |
| Разом    | 110     | 37                 | 59               | 14                   |